# 塞尔维亚文化遗产

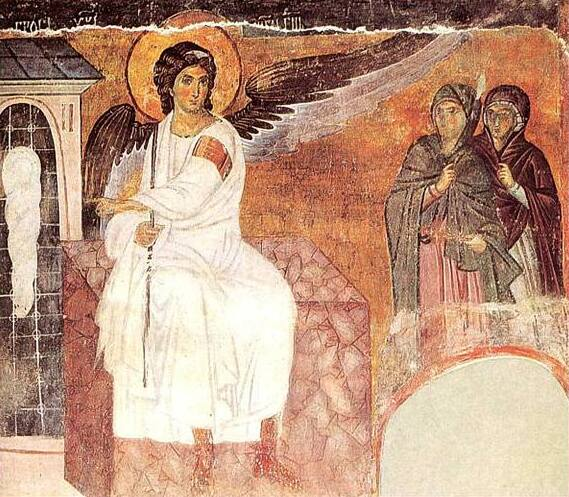
〈白色天使〉濕壁畫，位於米列賽瓦修道院內

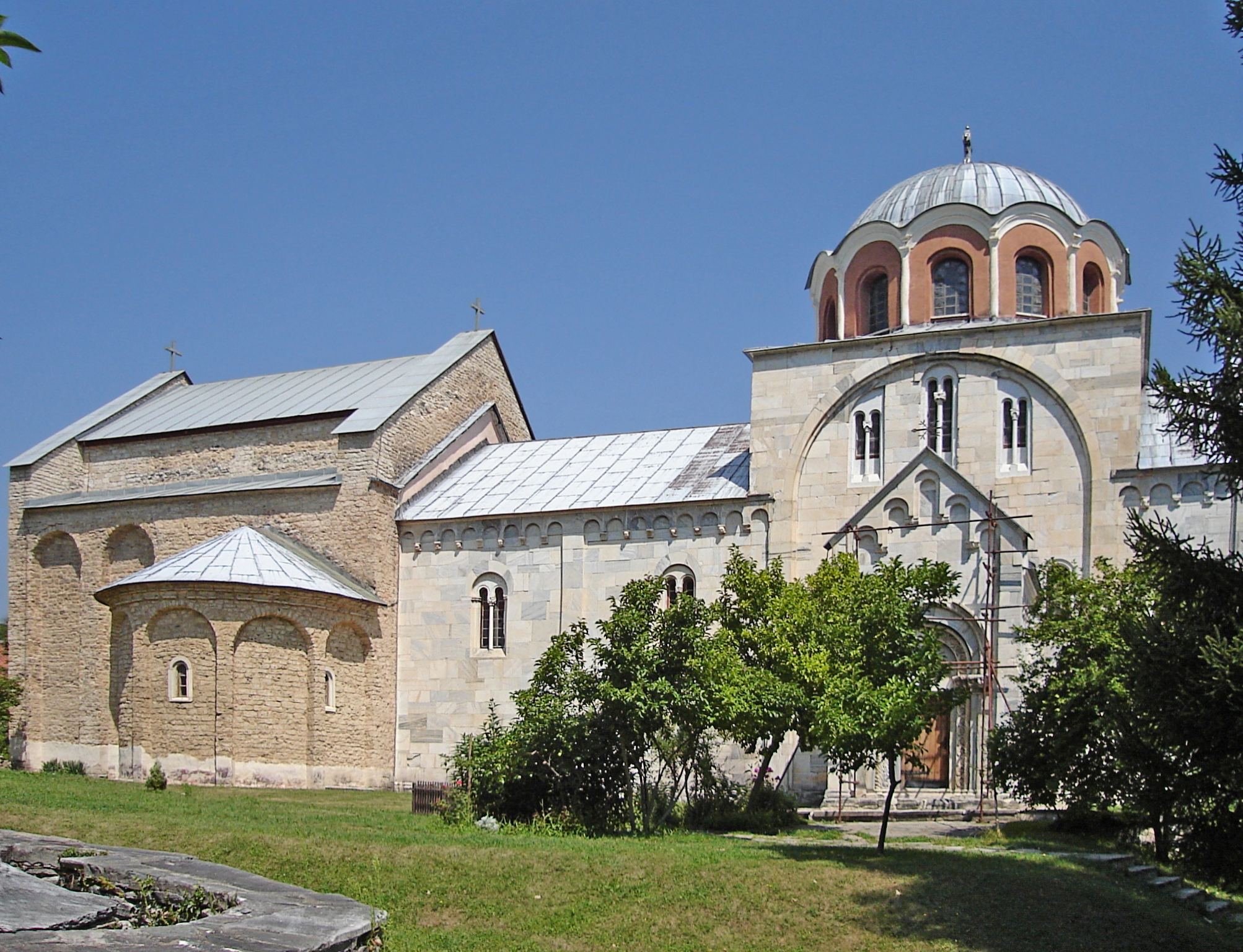
斯圖代尼察修道院（世界遺產）

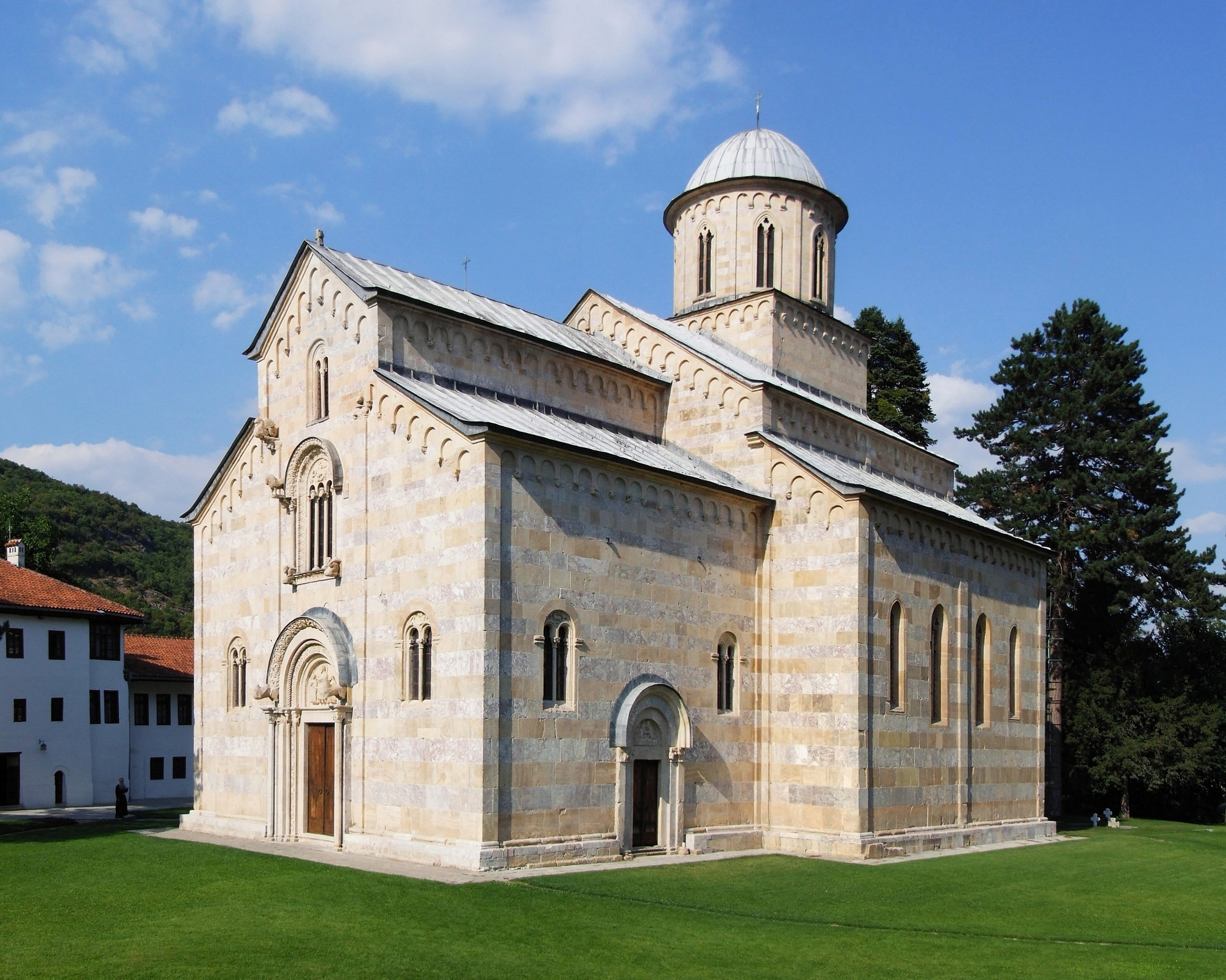
德查尼修道院（世界遺產）

塞爾維亞文化遺產為根據塞爾維亞文化資產法所涵蓋的國家文化遺產（包括科索沃），部分塞爾維亞文化遺產也是世界遗产。

## 簡介
根據塞爾維亞文化資產法，塞爾維亞文化遺產分為兩個主要類別，第一類包括有形文化遺產（例如藝術品、歷史古蹟、考古遺址、有特殊意義的建築物、檔案和博物館文物、舊書和稀有書籍，以及文化景觀），第二類包括非物質文化遺產（例如民俗、傳統、語言，以及知識）。有形文化遺產可再分為兩個次類別，第一個次類別為不可移動，包括歷史古蹟、考古遺址、有特殊意義的建築物、文化景觀，第二個次類別為可移動，包括藝術品、檔案和博物館文物、舊書和稀有書籍。
列入塞爾維亞文化遺產的項目必須滿足以下條件之一：
- 在塞爾維亞歷史與自然環境的發展中，體現了人民在社會、歷史和文化發展的特殊意義。
- 在塞爾維亞歷史上，見證了重要的歷史事件、人物，與這些人的事蹟。
- 在某個時期表現獨特或罕見的人類文明創造力，或是在自然歷史中的獨特例子。
- 具有非凡的藝術或美學價值。

塞爾維亞文化遺產由「塞爾維亞文化古蹟保護研究所」負責登錄、管理與維護工作。
截至2021年，登錄為塞爾維亞文化遺產有2,596件，其中包括文化古蹟2,236件、考古遺址194件、歷史文化空間87件、地標79件。依據保護等級，有200件列為「塞爾維亞極為重要文化遺產」，582件列為「塞爾維亞重要文化遺產」，1,814件為一般文化遺產。

## 外部連結
- （塞爾維亞語）（英文）塞爾維亞文化古蹟保護研究所 （页面存档备份，存于）